# カシオペアメッセ・なにゃーと
カシオペアメッセ・なにゃーとは、2002年に開館したJR東日本東北新幹線及びIGRいわて銀河鉄道線二戸駅西口にある「二戸広域物産観光センター」の愛称で、事業主体は二戸市ふるさと振興株式会社である。

## 概要
二戸駅を中心とした北東北3県の交流・連携のシンボルとして誕生しており、青森県南部から秋田県北東部、岩手県北部の3県にまたがるトリコロールエリアの交流・連携をイメージ、イベントホールや併設するレストランを活用して地域振興と観光情報発信のイベントを行ってきた。

## 主な施設
- 1階
  - 物産センター：観光案内所併設、待合ロビー
  - メッセホール：250席、昇降式ステージあり。
  - イベントホール：最大5区画に分割でき、1区画128m2。
- 2階
  - 物産センター
  - レストラン：銀河ダイニングへのへの[4]
- 3階
  - サークルルーム：第1、第2室は洋室36m2。第3室は和室21畳。
  - 会議室：定員54名
  - パーゴラデッキ（交流スペーストリコラボ）（2018年改装後）
  - 待合ロビー

## 愛称の由来
岩手県二戸地方および青森県八戸地方に伝わる民俗芸能の盆踊り「ナニャトヤラ」に由来している。地域の物産と観光を振興する施設として「カシオペア・メッセ」と命名されたのは、1991年（平成3年）にこの地域のイメージ発信のために名づけられた呼称「カシオペア連邦」にちなみ、旧浄法寺町（現・二戸市）、一戸町、二戸市、九戸村、軽米町の岩手県の県北地方5市町村を結ぶと星座のカシオペア座に似ていることから、呼ばれるようになった名前を織り込んでいる。あるいはまた、東北新幹線の結ぶ青森・秋田・岩手の3色の地域（トリコロールエリア）の交流・連携をイメージしている。

## 特徴
二戸市街地を一望できる高さ31m（ビル12階分）の展望室がある。1・2階は二戸を含む北東北広域市町村の観光物産センターとなっており、二戸駅と一体化してカシオペア連邦の中核拠点として機能している。
1階には岩手県内で2番目に開局したコミュニティFM局「カシオペアFM」（77.9MHz・出力20w）のスタジオが置かれており、生番組の放送中に建物南側及び1Fロビーにある丸窓越しにスタジオ内を見ることができる。
物産センターには、北東北3県19市町村から、特産物を集めて土産品をそろえて展示販売する。

### 交通インフラとの位置関係
橋上駅舎である二戸駅に接続された東西自由通路の西側に所在する。新幹線開業に合わせて西口にもバス・タクシーのりばが整備されたが、主に高速夜行バス・観光・貸切バスのりばとなっている。2021年4月時点で西口始発・終着の定期路線バスは岩手きずな号の他、岩手県北バスの二戸駅西口→御所野縄文公園が1日1本と、二戸市による循環バス（二戸駅東口にも停車する）が1日数本運行されているだけである。また二戸近郊で大きな行事が開催される日は臨時バス「カシオペアシャトル」が運行され西口に発着することがある。スワロー号を含めた定期路線バスの大半は「二戸駅前」停留所（東口）から発着する。
建物に沿って車寄せがあるため、営業時間内であればこの施設を利用して室内でバスやタクシーあるいは自家用車の迎えを待つことができる。西口側の交通機関とレンタカー会社の営業所は次のとおり。
- 岩手県北バス・フジエクスプレス：岩手きずな号（東京・芝浦車庫 - 東京駅八重洲口 - 盛岡 - 八幡平 - 二戸駅西口 - 久慈）
  - 二戸駅西口では東京発着のみ利用可能で、岩手県内のみの利用はできない。
- ニッポンレンタカー：二戸駅西口営業所
- トヨタレンタカー：二戸駅新幹線口営業所
- タイムズカー（カーシェアリング）：二戸駅前ステーション

### 地域振興イベント
二戸市の観光ビジョンに見る観光地別入込客数は、金田一温泉の旅館施設が対1970年（昭和45年）比で19軒から5軒に減ったように、国内観光の減退傾向と保養客・休養客の減少を反映している。2005年（平成17年）の新幹線二戸駅開業に伴う交流促進事業から2014年までの統計では、二戸市全体の観光地入込客数は70万1,000人から46万1,000人（2014年度）へと推移している。その中にあって、この施設で行われるイベントの入込客数を見ると、「なにゃーと夜市」が市全域の傾向に沿っているのに対して、「トリコロールフェスタ」は2013年までの逓減傾向が2013年に反発した。
| イベント名 観光地名（単位：人） | 2010    | 2011    | 2012    | 2013    | 2014 （年） |
| ------------------------------- | ------- | ------- | ------- | ------- | ----------- |
| 金田一温泉郷                    | 132,126 | 126,007 | 123,393 | 125,515 | 124,954     |
| 物産センター                    | 80,974  | 80,436  | 82,091  | 81,528  | 75,539      |
| なにゃーと夜市                  | 23,400  | 17,850  | 15,592  | 9,903   | 7,050       |
| 二戸まつり                      | 40,000  | 40,000  | 38,000  | 37,600  | 36,500      |
| トリコロールフェスタ            | 51,000  | 45,000  | 46,000  | 21,676  | 33,000      |

企業34社を集めて2019年卒業予定の高校生を対象に合同企業説明会を開き、二戸広域管内外から約80名の高校生が参加した。